# Papel tisú

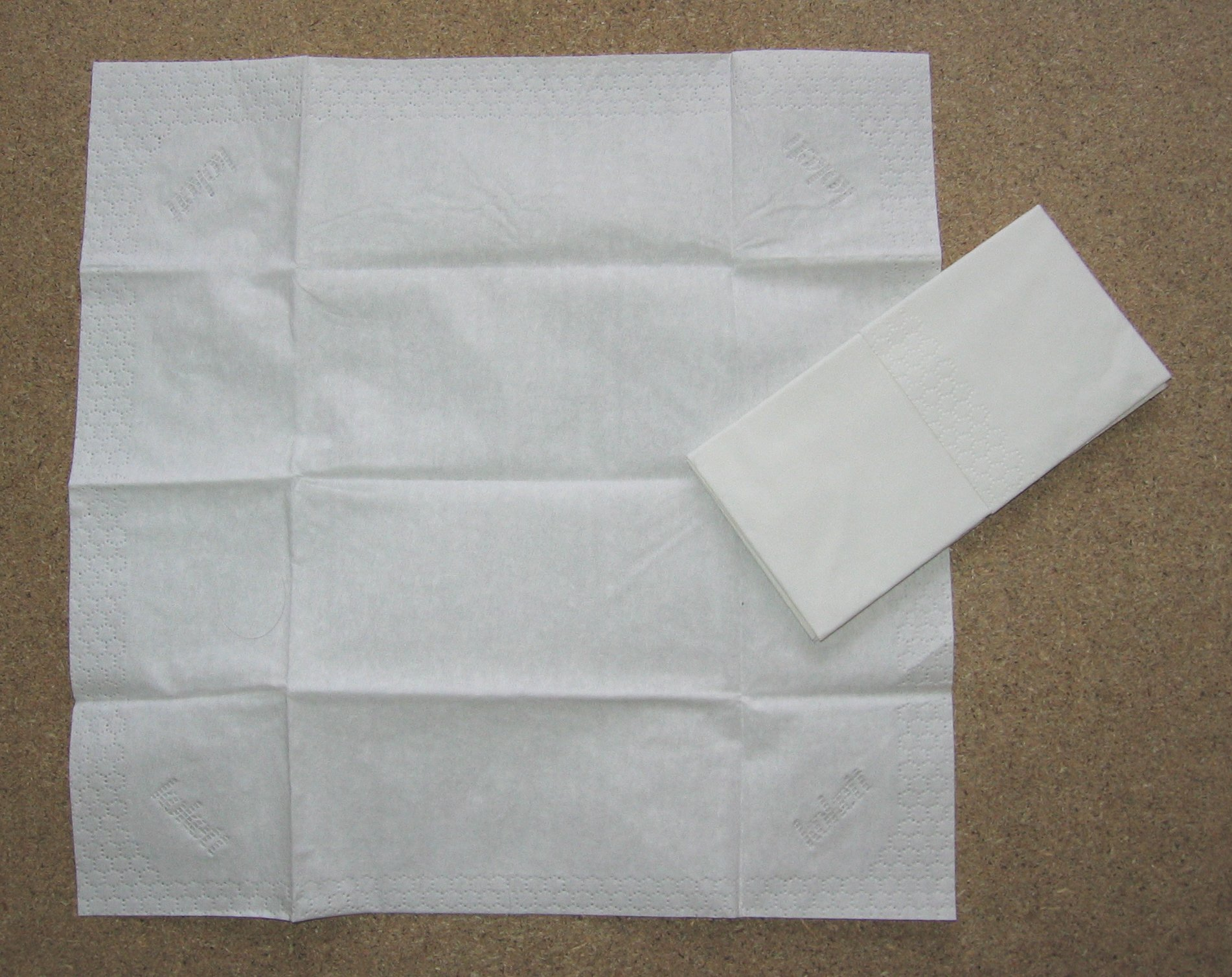
Papel tisú.

El papel tisú (en inglés tissue) es un papel fino absorbente hecho de pulpa de celulosa. Se destaca por su bajo gramaje y por poseer una textura consistente en micro-arrugas (crepado) que le confiere suavidad y capacidad de absorción. Se suele fabricar en varias capas como papel higiénico, papel de cocina, servilletas o pañuelos de papel.

## Fabricación
La elaboración del papel tisú consta de varias etapas: la preparación de la pasta (refinado, blending), la fabricación de papel base (formación de la hoja, prensado, secado) y, finalmente, la conversión en el producto deseado (aquí puede aplicarse el clásico realce o grabado).

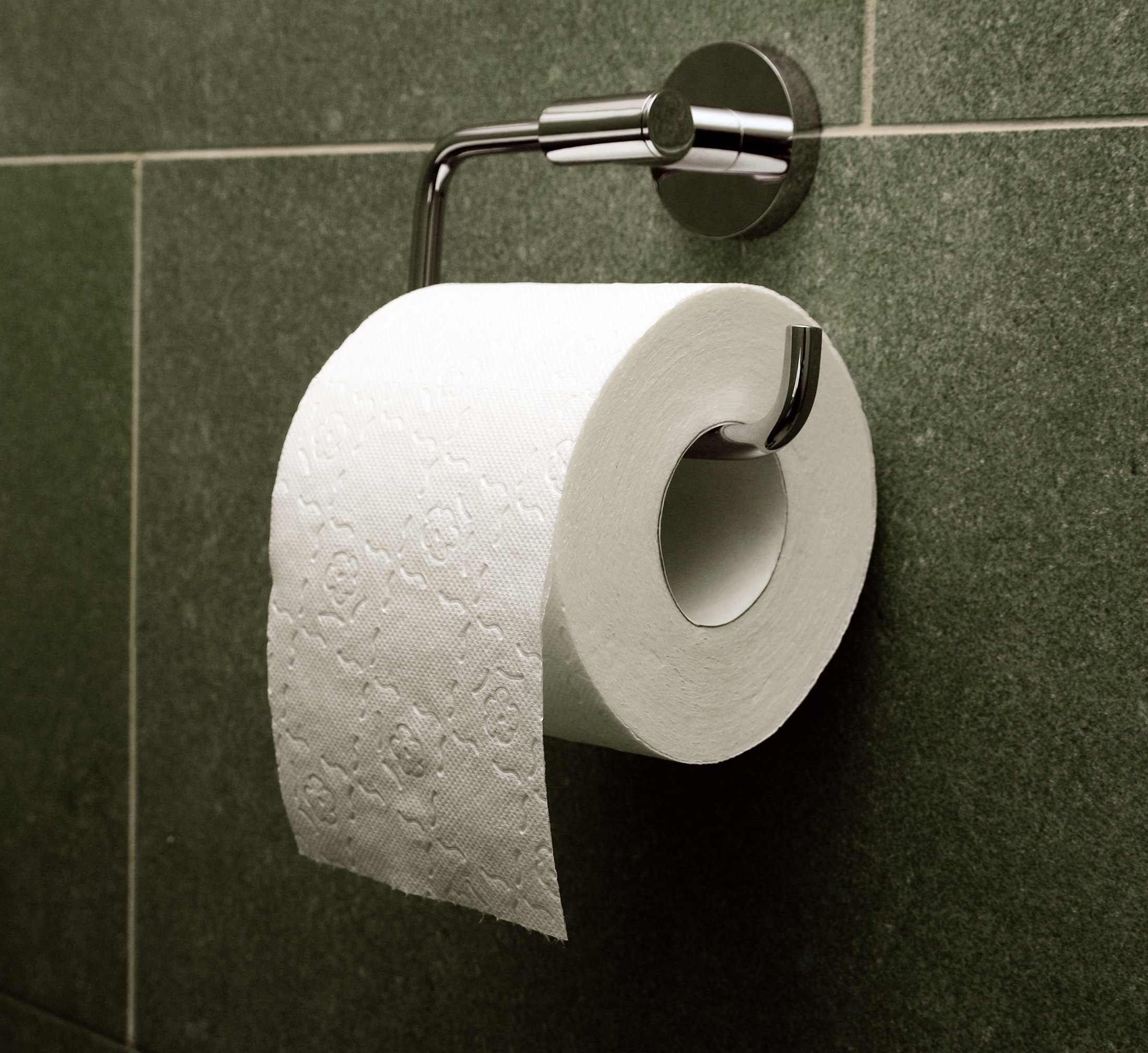
Papel tisú con realce

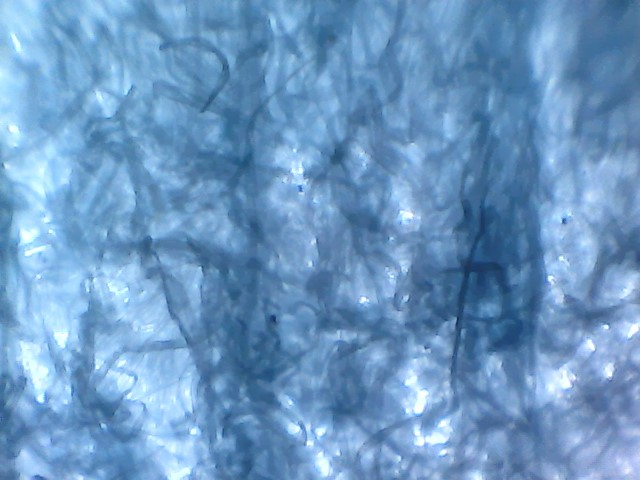
Papel tisú visto bajo microscopio

El papel tisú se elabora en una máquina papelera especial, la cual no posee varios cilindros de secado como sucede en las máquinas papeleras convencionales, sino un único cilindro de crepe de 4,5-5 m. Este cilindro está rodeado de dos tapas de secado, en las que el papel es secado en centésimas de segundo a una temperatura de 460 °C. 
La densidad de área del papel de tisú se encuentra aproximadamente en 15–30 g/m² (gsm), aunque puede ser tan reducido como 5 g/m². La determinación de la densidad de área del papel de tisú no es trivial debido a la superficie a modo de crepe, y está regulada en la ISO 12625-6.
Entre los mayores productores del mundo de papel tisú se encuentran SCA (Suecia) y Kimberly-Clark, de los Estados Unidos.